# Tortezais
Tortezais é uma comuna francesa na região administrativa de Auvérnia-Ródano-Alpes, no departamento Allier. Estende-se por uma área de 24,83 km². Em 2010 a comuna tinha 185 habitantes (densidade: 7,5 hab./km²).